# 沃塔瓦鄉
46°58′N 24°46′E / 46.967°N 24.767°E
沃塔瓦鄉（羅馬尼亞語：Comuna Vătava, Mureș），是羅馬尼亞的鄉份，位於該國中部，由穆列什縣負責管轄，面積169平方公里，海拔高度554米，2007年人口2,027，人口密度每平方公里12人。